# Каменне Косіги
Каменне Косіги (словац. Kamenné Kosihy) — село, громада округу Вельки Кртіш, Банськобистрицький край, центральна Словаччина, регіон Гонт. Кадастрова площа громади — 5,02 км².
Населення 333 особи (станом на 31 грудня 2017 року).

## Історія
Каменне Косіги вперше згадуються в 1135 році.

## Географія
Протікає Требушовський потік.

## Населення
| Рік:            | 1994. | 2004.   | 2014.   | 2024.   |
| --------------- | ----- | ------- | ------- | ------- |
| Кількість осіб: | 374   | 344     | 343     | 359     |
| Різниця:        |       | -8,02 % | -0,29 % | +4,66 % |

| Рік:            | 2023. | 2024.   |
| --------------- | ----- | ------- |
| Кількість осіб: | 356   | 359     |
| Різниця:        |       | +0,84 % |